# Cris (futbolista)
Bruno Cristiano da Conceição Carvalho dos Santos, más conocido como Cris (Oliveira de Azeméis, 17 de enero de 1984) es un exfutbolista portugués que jugaba como mediocentro defensivo y su último club fue el Feirense, equipo por lo cual jugó la mayor parte de su carrera.

## Carrera

### Feirense
Estrenó por el equipo principal el 17 de agosto de 2003, ante el Maia, por la Segunda Liga.

### Académica
Debutó por el equipo principal el 17 de agosto de 2007 ante el Sporting en la Primeira Liga portuguesa y asistió el gol de Szabolcs Gyánó.
Fue un miembro ubicuo del equipo principal desde la temporada 2007/2008 hasta 12 de enero de 2010, cuando el entonces entrenador André Villas Boas decidió utilizar al medio Amaury Bischoff en su lugar. En abril del mismo ano, sufrió una lesión en los músculos isquiotibiales y no pudo participar en los últimos tres partidos de la liga nacional.

### Asteras Tripolis
En junio de 2010, fichó un contrato de tres años con el Asteras Tripolis. Rescindió su contrato con los griegos el 21 de junio de 2011.

### Paphos
Jugó por los chipriotas del Paphos en la temporada 2012/2013.

### Vuelta al Feirense
El 27 de junio de 2019, renovó su contrato con los Azules de la 'Feira'. El 6 de julio de 2020 renovó nuevamente su contrato con el club.
Se retiró el 4 de julio de 2021 tras 18 anos de fútbol profesional y 392 partidos por el Feirense.

## Estadísticas
Actualizado al 8 de mayo de 2021.
Último partido citado: Feirense 4-1 Oliveirense
| Club                          | Div.                | Temporada     | Liga  | Liga  | Copas nacionales | Copas nacionales | Torneos internacionales | Torneos internacionales | Otros | Otros | Total | Total |
| Club                          | Div.                | Temporada     | Part. | Goles | Part.            | Goles            | Part.                   | Goles                   | Part. | Goles | Part. | Goles |
| ----------------------------- | ------------------- | ------------- | ----- | ----- | ---------------- | ---------------- | ----------------------- | ----------------------- | ----- | ----- | ----- | ----- |
| Feirense Portugal             | Segunda Liga        | 2003/04       | 26    | 1     | 2                | 0                | -                       | -                       | -     | -     | 28    | 1     |
| Feirense Portugal             | Segunda Liga        | 2004/05       | 26    | 0     | 0                | 0                | -                       | -                       | -     | -     | 26    | 0     |
| Feirense Portugal             | Segunda Liga        | 2005/06       | 24    | 0     | 1                | 0                | -                       | -                       | -     | -     | 25    | 0     |
| Feirense Portugal             | Segunda Liga        | 2006/07       | 26    | 1     | 1                | 0                | -                       | -                       | -     | -     | 27    | 1     |
| Feirense Portugal             | Total club          | Total club    | 102   | 2     | 4                | 0                | 0                       | 0                       | 0     | 0     | 106   | 2     |
| Académica de Coimbra Portugal | Primeira Liga       | 2007/08       | 24    | 4     | 1                | 0                | -                       | -                       | -     | -     | 25    | 4     |
| Académica de Coimbra Portugal | Primeira Liga       | 2008/09       | 28    | 1     | 6                | 0                | -                       | -                       | -     | -     | 34    | 1     |
| Académica de Coimbra Portugal | Primeira Liga       | 2009/10       | 25    | 1     | 7                | 0                | -                       | -                       | -     | -     | 32    | 1     |
| Académica de Coimbra Portugal | Total club          | Total club    | 77    | 6     | 14               | 0                | 0                       | 0                       | 0     | 0     | 91    | 6     |
| Asteras Tripolis · Grecia     | Superliga de Grecia | 2010/11       | 9     | 1     | 0                | 0                | -                       | -                       | 2     | 0     | 11    | 1     |
| Asteras Tripolis · Grecia     | Total club          | Total club    | 9     | 1     | 0                | 0                | 0                       | 0                       | 2     | 0     | 11    | 1     |
| Feirense Portugal             | Primeira Liga       | 2011/12       | 14    | 0     | 2                | 0                | -                       | -                       | -     | -     | 16    | 0     |
| Feirense Portugal             | Total club          | Total club    | 14    | 0     | 2                | 0                | 0                       | 0                       | 0     | 0     | 16    | 0     |
| AEP Paphos Chipre             | Categoría A         | 2012/13       | 15    | 0     | 0                | 0                | -                       | -                       | -     | -     | 15    | 0     |
| AEP Paphos Chipre             | Total club          | Total club    | 15    | 0     | 0                | 0                | 0                       | 0                       | 0     | 0     | 15    | 0     |
| Feirense Portugal             | Segunda Liga        | 2013/14       | 33    | 0     | 5                | 1                | -                       | -                       | -     | -     | 38    | 1     |
| Feirense Portugal             | Segunda Liga        | 2014/15       | 38    | 1     | 5                | 0                | -                       | -                       | -     | -     | 43    | 1     |
| Feirense Portugal             | Segunda Liga        | 2015/16       | 37    | 1     | 3                | 0                | -                       | -                       | -     | -     | 40    | 1     |
| Feirense Portugal             | Primeira Liga       | 2016/17       | 28    | 0     | 5                | 0                | -                       | -                       | -     | -     | 33    | 0     |
| Feirense Portugal             | Primeira Liga       | 2017/18       | 18    | 0     | 2                | 0                | -                       | -                       | -     | -     | 20    | 0     |
| Feirense Portugal             | Primeira Liga       | 2018/19       | 17    | 1     | 5                | 0                | -                       | -                       | -     | -     | 22    | 1     |
| Feirense Portugal             | Segunda Liga        | 2019/20       | 7     | 0     | 0                | 0                | -                       | -                       | -     | -     | 7     | 0     |
| Feirense Portugal             | Segunda Liga        | 2020/21       | 3     | 0     | 1                | 0                | -                       | -                       | -     | -     | 4     | 0     |
| Feirense Portugal             | Total club          | Total club    | 181   | 3     | 26               | 1                | 0                       | 0                       | 0     | 0     | 207   | 4     |
| Total carrera                 | Total carrera       | Total carrera | 398   | 12    | 46               | 1                | 0                       | 0                       | 2     | 0     | 546   | 0     |